# Nati il 18 ottobre

## XII secolo(2)
- 1127 - Go-Shirakawa, imperatore giapponese († 1192)
- 1130 - Zhu Xi, filosofo cinese († 1200)

## XIII secolo(1)
- 1239 - Stefano V d'Ungheria, re († 1272)

## XV secolo(2)
- 1405 - Papa Pio II, papa, vescovo cattolico e cardinale italiano († 1464)
- 1482 - Filippo III di Hanau-Lichtenberg, tedesco († 1538)

## XVI secolo(16)
- 1515 - Nicolas de Pellevé, cardinale francese († 1594)
- 1517 - Manuel da Nóbrega, gesuita portoghese († 1570)
- 1523 - Anna Jagellona, sovrana polacca († 1596)
- 1527 - Luca Cambiaso, pittore italiano († 1585)
- 1534 - Jean Passerat, umanista e poeta francese († 1602)
- 1547 - Giusto Lipsio, filosofo, umanista e filologo fiammingo († 1606)
- 1552 - Elisabetta di Sassonia, principessa sassone († 1590)
- 1553 - Antonio Maria Gallo, cardinale e vescovo cattolico italiano († 1620)
- 1553 - Luca Marenzio, compositore, cantore e liutista italiano († 1599)
- 1556 - Carlo I d'Elbeuf, nobile francese († 1605)
- 1579 - Benedetto Fioretti, filosofo, filologo e teologo italiano († 1642)
- 1580 - Matsudaira Tadayoshi, militare giapponese († 1607)
- 1583 - Takeda Nobuyoshi, militare giapponese († 1603)
- 1587 - Filippo d'Arenberg, nobile belga († 1640)
- 1593 - Carlo Federico I di Münsterberg-Oels, nobile boemo († 1647)
- 1595 - Lucas van Uden, pittore e incisore fiammingo († 1672)

## XVII secolo(27)
- 1602 - Luca Assarino, giornalista e scrittore italiano († 1672)
- 1605 - Vincenzo Capponi, letterato e poeta italiano († 1688)
- 1608 - John Conant, religioso e teologo inglese († 1693)
- 1613 - Giovanni Bernardo di Lippe-Detmold, nobile tedesco († 1652)
- 1616 - Nicholas Culpeper, medico, botanico e astrologo britannico († 1654)
- 1619 - Jean Armand de Maillé, ammiraglio e nobile francese († 1646)
- 1629 - Lodewijk Meyer, latinista, medico e lessicografo olandese († 1681)
- 1634 - Luca Giordano, pittore italiano († 1705)
- 1634 - Domenico Martire, presbitero e storico italiano († 1705)
- 1637 - Felice Viali, botanico, letterato e abate italiano († 1722)
- 1654 - Giovanni Federico di Brandeburgo-Ansbach, nobile tedesco († 1686)
- 1658 - Alessandro Kettler, militare e nobile tedesco († 1686)
- 1659 - Niccolò Amenta, letterato e drammaturgo italiano († 1719)
- 1659 - Hilaire-Bernard de Longepierre, drammaturgo francese († 1731)
- 1662 - Matthew Henry, religioso inglese († 1714)
- 1663 - Eugenio di Savoia, nobile e generale italiano († 1736)
- 1664 - George Compton, IV conte di Northampton, nobile inglese († 1727)
- 1668 - Giovanni Giorgio IV di Sassonia, nobile tedesco († 1694)
- 1671 - Federico IV di Holstein-Gottorp, duca tedesco († 1702)
- 1672 - Giuseppe Antonio Caccioli, pittore italiano († 1740)
- 1679 - Antonio Chiusole, geografo italiano († 1755)
- 1680 - Matteo Bragadin, politico italiano († 1777)
- 1682 - Louis-François Delisle de La Drevetière, drammaturgo francese († 1756)
- 1691 - Edvige Federica di Württemberg-Veltingen, principessa tedesca († 1752)
- 1692 - Magnus Beronius, religioso svedese († 1775)
- 1694 - René-Louis de Voyer de Paulmy d'Argenson, scrittore francese († 1757)
- 1697 - Ludovico Maria Torriggiani, cardinale italiano († 1777)

## XVIII secolo(39)
- 1703 - Benedetto Veterani, cardinale italiano († 1776)
- 1706 - Baldassare Galuppi, compositore e organista italiano († 1785)
- 1715 - Giuseppe Maria Secondo, storico e letterato italiano († 1798)
- 1724 - Adriano Preite, architetto italiano († 1804)
- 1731 - John Dunning, I barone Ashburton, politico britannico († 1783)
- 1735 - Antonio Maria Lorgna, matematico e ingegnere italiano († 1796)
- 1736 - Grgo Ilijić, vescovo cattolico e scrittore bosniaco († 1813)
- 1736 - Filippo Sardi, arcivescovo cattolico italiano († 1826)
- 1736 - Alexandre-Angélique de Talleyrand-Périgord, cardinale, arcivescovo cattolico e politico francese († 1821)
- 1738 - Alfonso Longo, abate italiano († 1804)
- 1738 - Paul-Edme Crublier de Saint-Cyran, militare e matematico francese († 1793)
- 1738 - Michele de Jorio, giurista, avvocato e magistrato italiano († 1806)
- 1739 - Johann Ludwig Christ, naturalista e entomologo tedesco († 1813)
- 1741 - Pierre-Ambroise-François Choderlos de Laclos, scrittore, generale e inventore francese († 1803)
- 1753 - Jean-Jacques Régis de Cambacérès, giurista e politico francese († 1824)
- 1754 - Giovanni Nepomuceno Esterhazy de Galantha, nobile ungherese († 1840)
- 1754 - Victor-Jean Nicolle, pittore francese († 1826)
- 1761 - Franz Seraph von Orsini-Rosenberg, nobile e generale austriaco († 1832)
- 1762 - Manuel da Costa Ataíde, pittore e scultore brasiliano († 1830)
- 1763 - Pietro Gilardoni, architetto e incisore italiano († 1839)
- 1763 - Servando Teresa de Mier, presbitero, scrittore e filosofo messicano († 1827)
- 1767 - Luigi Scalabrini, vescovo cattolico italiano († 1842)
- 1770 - Thomas Phillips, pittore inglese († 1845)
- 1772 - Jacques-Joseph Oudet, militare francese († 1809)
- 1775 - John Vanderlyn, pittore statunitense († 1852)
- 1777 - Heinrich von Kleist, drammaturgo, poeta e scrittore tedesco († 1811)
- 1780 - Marianna Bondini Barilli, soprano italiano († 1813)
- 1785 - Thomas Love Peacock, scrittore e poeta inglese († 1866)
- 1791 - Bartolomeo Bongiovanni, pittore, scultore e architetto italiano († 1864)
- 1792 - Lucas Alamán, politico e storico messicano († 1853)
- 1792 - Cyrus Pitt Grosvenor, religioso e inventore statunitense († 1879)
- 1792 - Gulab Singh, indiano († 1857)
- 1794 - John Bede Polding, arcivescovo cattolico britannico († 1877)
- 1795 - Mario Aspa, compositore italiano († 1868)
- 1797 - Antonio Sarti, architetto e incisore italiano († 1880)
- 1798 - Lorenzo Costa, poeta italiano († 1861)
- 1799 - James Holland, pittore inglese († 1870)
- 1799 - Christian Friedrich Schönbein, chimico tedesco († 1868)
- 1800 - Pietro Antonio de Mojana, compositore italiano († 1870)

## XIX secolo(161)
- 1801 - Vincenzo Spaccapietra, arcivescovo cattolico e missionario italiano († 1878)
- 1801 - Justo José de Urquiza, generale e politico argentino († 1870)
- 1802 - Domenico Chelini, presbitero e matematico italiano († 1878)
- 1802 - Joseph Russegger, geologo austriaco († 1863)
- 1804 - Mongkut, re siamese († 1868)
- 1810 - Christian Peter Wilhelm Stolle, pittore tedesco († 1887)
- 1812 - Johann Burgauner, pittore austriaco († 1891)
- 1812 - Andrea Formica, vescovo cattolico italiano († 1885)
- 1813 - Camillo Minieri Riccio, storico e archivista italiano († 1882)
- 1813 - Ferdinand von Miller, scultore tedesco († 1887)
- 1818 - Friedrich Eduard Hoffmann, inventore tedesco († 1900)
- 1818 - Charles Edward Mudie, editore inglese († 1890)
- 1818 - Edward Ord, generale statunitense († 1883)
- 1821 - Tito Barbieri, patriota italiano († 1865)
- 1822 - Mithat Pascià, politico ottomano († 1883)
- 1824 - Juan Valera, scrittore spagnolo († 1905)
- 1825 - Alfonso Balzico, scultore e pittore italiano († 1901)
- 1826 - Niccolò Barozzi, storico e patriota italiano († 1906)
- 1826 - Francesco De Maestri, militare italiano († 1867)
- 1826 - James Nicholas Douglass, ingegnere britannico († 1898)
- 1827 - Leonzio Armelonghi, avvocato, politico e magistrato italiano († 1866)
- 1827 - Michael Anton Biermer, medico tedesco († 1892)
- 1828 - Pedro Francisco Bono, politico e sociologo dominicano († 1906)
- 1829 - Giuseppe Bossola, organista e imprenditore italiano († 1916)
- 1831 - Federico III di Germania, sovrano tedesco († 1888)
- 1833 - Cristoforo Benigno Crespi, imprenditore italiano († 1920)
- 1833 - Johann Evangelist Habert, compositore austriaco († 1896)
- 1834 - Hermann Cremer, teologo tedesco († 1903)
- 1835 - Manuel Quintana, politico e avvocato argentino († 1906)
- 1836 - Frederick August Otto Schwarz, imprenditore tedesco († 1911)
- 1838 - Tommaso De Amicis, politico e dermatologo italiano († 1924)
- 1838 - Alfred Fouillée, filosofo e sociologo francese († 1912)
- 1839 - Johann August Georg Edmund Mojsisovics von Mojsvar, geologo e paleontologo austriaco († 1907)
- 1840 - Roberto Stagno, tenore italiano († 1897)
- 1840 - Michele Tedeschi Rizzone, politico, patriota e militare italiano († 1898)
- 1841 - Vespasiano Bignami, pittore, scrittore e poeta italiano († 1929)
- 1841 - Telemaco Ferrini, politico italiano († 1885)
- 1843 - Anna Jaclard, giornalista e attivista russa († 1887)
- 1843 - Ettore Pinelli, violinista, direttore d'orchestra e compositore italiano († 1915)
- 1844 - Amilcare Cipriani, patriota e anarchico italiano († 1918)
- 1844 - Harvey Washington Wiley, chimico statunitense († 1930)
- 1845 - Fedele Albanese, giornalista e patriota italiano († 1882)
- 1846 - Edoardo Ferravilla, attore teatrale, attore cinematografico e commediografo italiano († 1915)
- 1847 - Anton Marty, filosofo svizzero († 1914)
- 1847 - Sylvanus Stall, scrittore e pastore protestante statunitense († 1915)
- 1848 - Candy Cummings, giocatore di baseball statunitense († 1924)
- 1850 - Louis-Maurice Boutet de Monvel, pittore e illustratore francese († 1913)
- 1850 - Ferdinand von Quast, generale tedesco († 1939)
- 1850 - Arthur Savage, calciatore inglese († 1905)
- 1851 - Pietro Ponzo, agricoltore italiano († 1921)
- 1851 - Jacopo Vittorelli, prefetto e politico italiano († 1918)
- 1854 - Salomon August Andrée, esploratore, fisico e politico svedese († 1897)
- 1855 - Ladislaus Müller von Szentgyörgy, diplomatico e nobile ungherese († 1941)
- 1855 - Sigismund Felix von Ow-Felldorf, vescovo cattolico tedesco († 1936)
- 1855 - Michele Palatini, politico italiano († 1914)
- 1856 - Edmond Haraucourt, scrittore francese († 1941)
- 1856 - Francesco Carlo Pellegrini, filologo e letterato italiano († 1929)
- 1856 - Jan Visser jr., artista olandese († 1938)
- 1857 - Liu E, scrittore e archeologo cinese († 1909)
- 1858 - Pietro Paolo Camillo Moreschini, arcivescovo cattolico italiano († 1918)
- 1858 - Giuseppe Scarlata, vescovo cattolico italiano († 1935)
- 1859 - Henri Bergson, filosofo francese († 1941)
- 1859 - Christapor Mikaelian, rivoluzionario armeno († 1905)
- 1861 - Gerardo Ercolessi, militare italiano
- 1861 - Edgardo Del Valle de Paz, pianista e compositore italiano († 1920)
- 1862 - Henry Leaf, tennista britannico († 1931)
- 1863 - Ulisse Betti, fantino italiano († 1943)
- 1864 - Orazio Bacci, italianista e politico italiano († 1917)
- 1865 - Gabriele Galantara, giornalista e disegnatore italiano († 1937)
- 1865 - Arie de Jong, linguista, medico e glottoteta olandese († 1957)
- 1865 - Fred Kirkham, arbitro di calcio e allenatore di calcio inglese († 1936)
- 1865 - Karl Eugen Neumann, traduttore tedesco († 1915)
- 1866 - Christianus Cornelius Uhlenbeck, glottologo olandese († 1951)
- 1867 - Julia Abel-Truchet, pittrice francese († 1935)
- 1867 - Anna Dodge, attrice statunitense († 1945)
- 1867 - Orazio Costante Grossoni, scultore italiano († 1952)
- 1867 - Eugénio Tavares, poeta capoverdiano († 1930)
- 1868 - Jevhenija Jarošyns'ka, scrittrice, pedagogista e etnografa ucraina († 1904)
- 1868 - Luigi Storero, ciclista su strada, pilota automobilistico e imprenditore italiano († 1955)
- 1869 - Johannes Linnankoski, scrittore e drammaturgo finlandese († 1913)
- 1870 - Francesco Betti, politico e avvocato italiano († 1920)
- 1870 - Josiah Ritchie, tennista britannico († 1955)
- 1870 - Daisetsu Teitarō Suzuki, storico delle religioni e filosofo giapponese († 1966)
- 1871 - Angelo Musco, attore italiano († 1937)
- 1871 - Carmelo Psaila, presbitero, scrittore e poeta maltese († 1961)
- 1872 - Pancrazio Pfeiffer, presbitero tedesco († 1945)
- 1872 - Giuseppina del Belgio, principessa belga († 1958)
- 1873 - Ivanoe Bonomi, avvocato, giornalista e politico italiano († 1951)
- 1873 - Luigi Maria Olivares, vescovo cattolico italiano († 1943)
- 1873 - Edmondo Puecher, avvocato e politico italiano († 1954)
- 1874 - Jozef Gregor Tajovský, poeta e scrittore slovacco († 1940)
- 1875 - Harry Yarnell, ammiraglio statunitense († 1959)
- 1876 - Erik Colban, diplomatico norvegese († 1956)
- 1876 - Luca Postiglione, pittore italiano († 1936)
- 1877 - Rocco Galdieri, poeta e giornalista italiano († 1923)
- 1878 - Miguel Llobet, chitarrista e compositore spagnolo († 1938)
- 1878 - James Truslow Adams, storico statunitense († 1949)
- 1879 - Franz Joseph Dölger, teologo e storico tedesco († 1940)
- 1879 - Grzegorz Fitelberg, direttore d'orchestra, compositore e violinista polacco († 1953)
- 1879 - Giovanni Marinelli, politico italiano († 1944)
- 1880 - Bob Hawkes, calciatore inglese († 1945)
- 1880 - Vlastimil Tusar, politico e giornalista cecoslovacco († 1924)
- 1880 - Vladimir Žabotinskij, politico russo († 1940)
- 1881 - Carlo Broggi, architetto italiano († 1968)
- 1881 - Max Gerson, medico tedesco († 1959)
- 1882 - Hans-Bodo von Alvensleben-Neugattersleben, politico tedesco († 1961)
- 1882 - Lucien Petit-Breton, ciclista su strada e pistard francese († 1917)
- 1882 - Ulrich Rück, chimico tedesco († 1962)
- 1883 - Aristide Calderini, archeologo e epigrafista italiano († 1968)
- 1883 - Eugenio Elia Levi, matematico italiano († 1917)
- 1883 - Xi Qia, politico, generale e diplomatico cinese († 1950)
- 1884 - Hugo Goetz, nuotatore statunitense († 1972)
- 1884 - Engelbert König, allenatore di calcio e calciatore austriaco († 1951)
- 1884 - Georg Selenius, ginnasta norvegese († 1924)
- 1884 - Emanuel Shinwell, politico britannico († 1986)
- 1885 - Amleto Novelli, attore italiano († 1924)
- 1885 - Mario Urbinati, ingegnere italiano († 1964)
- 1886 - Robert Andersson, pallanuotista, nuotatore e tuffatore svedese († 1972)
- 1886 - Karl Kubik, calciatore austriaco
- 1886 - Ernesto Vota, dirigente sportivo e arbitro di calcio italiano († 1953)
- 1887 - Carl Clarence Kiess, astronomo statunitense († 1967)
- 1887 - Nils Middelboe, mezzofondista, triplista e calciatore danese († 1976)
- 1887 - Charles-Edmond Perrin, medievista francese († 1974)
- 1888 - Luigi Bon, dirigente d'azienda italiano († 1969)
- 1888 - Edward Lipiński, economista polacco († 1986)
- 1888 - Eucardio Momigliano, giornalista, politico e storico italiano († 1970)
- 1889 - Carl Bertilsson, ginnasta svedese († 1968)
- 1889 - Fannie Hurst, scrittrice e sceneggiatrice statunitense († 1968)
- 1890 - Aage Frandsen, ginnasta danese († 1968)
- 1891 - Marcel Darrieux, violinista francese († 1989)
- 1891 - Erich Hahn, militare e aviatore tedesco († 1917)
- 1891 - Johan Hallberg, calciatore norvegese († 1967)
- 1892 - Antonio Candini, ciclista su strada italiano († 1970)
- 1892 - Franz Gräser, aviatore austro-ungarico († 1918)
- 1892 - Arthur Jeffery, orientalista e arabista australiano († 1959)
- 1892 - Eduard Pendorf, calciatore tedesco († 1958)
- 1893 - Roy Del Ruth, regista statunitense († 1961)
- 1893 - Sidney Holland, politico neozelandese († 1961)
- 1893 - Jean Lefèbvre, atleta belga
- 1893 - Georges Ohsawa, scrittore giapponese († 1966)
- 1894 - Marie Burke, attrice britannica († 1988)
- 1894 - Tibor Déry, scrittore ungherese († 1977)
- 1894 - Geoffrey Bache Smith, poeta britannico († 1916)
- 1894 - Jurij Nikolaevič Tynjanov, scrittore, filologo e critico letterario sovietico († 1943)
- 1894 - Giulio Visconti, calciatore italiano
- 1895 - Tony Conroy, hockeista su ghiaccio statunitense († 1978)
- 1895 - Oskar Tietz, ciclista su strada e pistard tedesco († 1975)
- 1896 - Marino Fabbri, militare italiano († 1928)
- 1896 - Friedrich Hollaender, compositore tedesco († 1976)
- 1896 - Vittorio Pelvi, calciatore italiano († 1949)
- 1897 - Fausto Faglioni, calciatore italiano († 1994)
- 1897 - Alexandre Piankoff, egittologo francese († 1966)
- 1898 - Lotte Lenya, attrice e cantante austriaca († 1981)
- 1899 - Franco Anelli, naturalista, geologo e speleologo italiano († 1977)
- 1899 - Yale Boss, attore statunitense († 1977)
- 1899 - Giulio Casiraghi, partigiano italiano († 1944)
- 1899 - Yaakov Dori, generale israeliano († 1973)
- 1900 - Giuseppe Crivelli, canottiere italiano († 1950)
- 1900 - Gaspare Pignatelli, politico italiano († 1980)
- 1900 - József Sándor, calciatore ungherese († 1948)
- 1900 - Lamar Trotti, sceneggiatore e giornalista statunitense († 1952)

## XX secolo(755)
- 1901 - Carlo Del Re, avvocato italiano († 1978)
- 1901 - Josef Effenberger, ginnasta ceco († 1983)
- 1901 - Pasquale Frustaci, compositore e direttore d'orchestra italiano († 1971)
- 1901 - Annette Hanshaw, cantante statunitense († 1985)
- 1902 - Miriam Hopkins, attrice statunitense († 1972)
- 1902 - Pascual Jordan, fisico e matematico tedesco († 1980)
- 1902 - Arvid Lindberg, calciatore norvegese († 1958)
- 1903 - Zygmunt William Birnbaum, matematico e statistico polacco († 2000)
- 1903 - Pier Filippo Gomez Homen, politico italiano († 1983)
- 1903 - Lina Radke, mezzofondista tedesca († 1983)
- 1904 - Aarne Juutilainen, militare finlandese († 1976)
- 1905 - Aladár Bitskey, nuotatore ungherese († 1991)
- 1905 - Jan Gies, olandese († 1993)
- 1905 - Hilde Holger, ballerina e coreografa austriaca († 2001)
- 1905 - Félix Houphouët-Boigny, sindacalista e politico ivoriano († 1993)
- 1905 - Umberto Lombardo, allenatore di calcio e calciatore italiano († 1990)
- 1906 - Léon Barsacq, scenografo francese († 1969)
- 1906 - Alexandru Papană, bobbista rumeno († 1946)
- 1906 - Erich Warsitz, aviatore tedesco († 1983)
- 1906 - Harry Watt, regista statunitense († 1987)
- 1906 - Erich Ziemer, politico tedesco († 1937)
- 1907 - Donato Bendicenti, avvocato e partigiano italiano († 1944)
- 1907 - Ughetto Bertucci, attore italiano († 1966)
- 1907 - Aristide Bonfà, mezzofondista italiano († 1976)
- 1907 - Enrico Forcella Pelliccioni, tiratore a segno venezuelano († 1989)
- 1907 - Victor Klees, pallanuotista e calciatore lussemburghese († 1995)
- 1907 - Mihail Sebastian, scrittore, commediografo e giornalista romeno († 1945)
- 1908 - Luis Franco Cascón, vescovo cattolico spagnolo († 1984)
- 1908 - Marin Ghica, militare e aviatore rumeno († 1943)
- 1908 - Nikolaj Petrovič Kamanin, aviatore e generale sovietico († 1982)
- 1909 - Otto Ackermann, direttore d'orchestra rumeno († 1960)
- 1909 - Norberto Bobbio, filosofo, giurista e politologo italiano († 2004)
- 1909 - Nives Dei Rossi, sciatrice alpina italiana († 2006)
- 1909 - Izrail' Moiseevič Metter, scrittore russo († 1996)
- 1909 - Attilio Sudati, calciatore italiano
- 1911 - Victor Perez, pugile tunisino († 1945)
- 1911 - Mario Ruccione, compositore italiano († 1969)
- 1911 - Julijonas Steponavičius, arcivescovo cattolico lituano († 1991)
- 1912 - Giovanni Giraudo, funzionario e politico italiano († 2000)
- 1912 - Aurelio Sabattani, cardinale e arcivescovo cattolico italiano († 2003)
- 1912 - Philibert Tsiranana, politico malgascio († 1978)
- 1913 - Umberto Rizzitano, arabista e islamista italiano († 1980)
- 1913 - Arne Skouen, regista e giornalista norvegese († 2003)
- 1913 - Evelyn Venable, attrice statunitense († 1993)
- 1914 - Norman Chaney, attore statunitense († 1936)
- 1914 - Ewald Dytko, calciatore polacco († 1993)
- 1914 - Adrianus Dirk Jacob Meeuse, botanico olandese († 2010)
- 1914 - Waldo Salt, sceneggiatore statunitense († 1987)
- 1915 - Guido Fassò, giurista e filosofo italiano († 1974)
- 1915 - Grande Otelo, attore e cantante brasiliano († 1993)
- 1915 - Domenico Paolella, regista e sceneggiatore italiano († 2002)
- 1915 - Victor Sen Yung, attore statunitense († 1980)
- 1916 - Salvatore Auria, partigiano italiano († 1944)
- 1916 - Anthony Dawson, attore britannico († 1992)
- 1916 - Francesco Ghiretti, fisiologo e biologo italiano († 2002)
- 1916 - Marcello Morante, scrittore, giornalista e politico italiano († 2005)
- 1916 - Lino Morchio, calciatore italiano
- 1917 - Albino Bernardini, scrittore e insegnante italiano († 2015)
- 1917 - Antonio Bertoli, calciatore e allenatore di calcio italiano († 1971)
- 1917 - Edoardo Veneri, calciatore italiano († 2005)
- 1918 - Gian Carlo Bossi, calciatore italiano
- 1918 - Gian Battista Corso, calciatore italiano († 2012)
- 1918 - Kōnstantinos Mītsotakīs, politico greco († 2017)
- 1918 - Pengiran Anak Mohammad Alam, principe e politico bruneiano († 1982)
- 1918 - Teresio Piana, calciatore italiano († 2001)
- 1918 - Bobby Troup, attore, pianista e cantautore statunitense († 1999)
- 1918 - Zé Arigó, brasiliano († 1971)
- 1919 - George Edward Pelham Box, statistico britannico († 2013)
- 1919 - Orlando Drummond, attore, doppiatore e conduttore radiofonico brasiliano († 2021)
- 1919 - Roberto Gerardi, direttore della fotografia italiano († 1995)
- 1919 - Giovanni Lamanna, avvocato e politico italiano († 2007)
- 1919 - Vincenzo Modica, partigiano italiano († 2003)
- 1919 - Anita O'Day, cantante statunitense († 2006)
- 1919 - Pierre Trudeau, avvocato e politico canadese († 2000)
- 1919 - Camilla Ella Williams, soprano statunitense († 2012)
- 1920 - Marcel Béziers, cestista e allenatore di pallacanestro francese († 2016)
- 1920 - Gualtiero Driussi, sindacalista e politico italiano († 1996)
- 1920 - Renzo Magnanini, pittore e scultore italiano († 2006)
- 1920 - Melina Merkouri, attrice, cantante e politica greca († 1994)
- 1920 - Domenico Mezzadra, partigiano e politico italiano († 1986)
- 1920 - Ulf Palme, attore svedese († 1993)
- 1920 - Kléber Piot, ciclista su strada e ciclocrossista francese († 1990)
- 1920 - Piero Pozzi, calciatore italiano († 1991)
- 1921 - Arturo Catalano Gonzaga, militare italiano († 2000)
- 1921 - Renato Cinquini, montatore italiano
- 1921 - Ivar Eidefjäll, calciatore svedese († 2011)
- 1921 - Jesse Helms, politico statunitense († 2008)
- 1922 - Eric Lee, calciatore inglese († 1999)
- 1922 - Richard Stankiewicz, scultore statunitense († 1983)
- 1922 - Camillo Togni, compositore e pianista italiano († 1993)
- 1923 - Paulo Amaral, allenatore di calcio e calciatore brasiliano († 2008)
- 1923 - Pëtr Georgievič Lušev, generale sovietico († 1997)
- 1923 - Paul Ngei, politico keniota († 2004)
- 1923 - Boris Sagal, regista, produttore televisivo e sceneggiatore statunitense († 1981)
- 1924 - Liliana Cano, pittrice italiana († 2021)
- 1924 - Armando Crispino, regista, sceneggiatore e critico cinematografico italiano († 2003)
- 1924 - Juan José Gallo, cestista cileno († 2003)
- 1924 - Georges Géret, attore francese († 1996)
- 1924 - Gianna Jannoni, altista italiana
- 1924 - Anna Manahan, attrice irlandese († 2009)
- 1924 - Elio Onorato, calciatore italiano († 1998)
- 1924 - Igino Rizzi, saltatore con gli sci italiano († 2015)
- 1924 - Blake Williams, cestista statunitense († 2003)
- 1925 - Ramiz Alia, politico albanese († 2011)
- 1925 - Aroldo Casali, tiratore a segno sammarinese († 2015)
- 1925 - Giangiacomo Lattanzi, politico e avvocato italiano († 2013)
- 1925 - Angelo Musco, musicista e compositore italiano († 1969)
- 1925 - Giuseppe Pellegrini, regista e sceneggiatore italiano († 1991)
- 1926 - Chuck Berry, cantautore, chitarrista e ballerino statunitense († 2017)
- 1926 - Yoram Gross, regista e produttore cinematografico polacco († 2015)
- 1926 - Klaus Kinski, attore e regista tedesco († 1991)
- 1926 - John Morris, compositore statunitense († 2018)
- 1926 - Shin Sang-ok, produttore cinematografico e regista sudcoreano († 2006)
- 1926 - Lelio Speranza, dirigente sportivo e partigiano italiano († 2017)
- 1927 - John W. Firor, fisico statunitense († 2007)
- 1927 - George C. Scott, attore, regista e produttore cinematografico statunitense († 1999)
- 1928 - Aurelio Crugnola, scenografo italiano († 2011)
- 1928 - Maurice El Mediouni, cantante e pianista algerino († 2024)
- 1928 - Enzo Jemma, pedagogista e scrittore italiano († 1956)
- 1928 - Dimităr Milanov, calciatore bulgaro († 1995)
- 1928 - Suzanne Schmitt, tennista francese († 2019)
- 1928 - Ernest Simoni, cardinale e presbitero albanese
- 1929 - Violeta Barrios de Chamorro, politica nicaraguense († 2025)
- 1930 - Frank Carlucci, politico e militare statunitense († 2018)
- 1930 - Flora Fraser, XXI Lady Saltoun, nobile scozzese († 2024)
- 1930 - Amir Hossein Rabii, generale e politico iraniano († 1979)
- 1931 - Susi Eppenberger, politica svizzera († 2023)
- 1931 - Brenno Fontanesi, calciatore italiano († 2011)
- 1931 - Adhemar Grijó Filho, pallanuotista e nuotatore brasiliano († 2020)
- 1932 - Guido Calabresi, giurista italiano
- 1932 - Vytautas Landsbergis, politico lituano
- 1932 - Giuseppe Mauso, ciclista su strada italiano († 2020)
- 1932 - Pierluigi Petrobelli, musicologo italiano († 2012)
- 1932 - George Ty, imprenditore cinese († 2018)
- 1933 - Ben Bagley, produttore teatrale e produttore discografico statunitense († 1998)
- 1933 - Ron Field, regista teatrale e coreografo statunitense († 1989)
- 1933 - Forrest Gregg, allenatore di football americano e giocatore di football americano statunitense († 2019)
- 1933 - Ludovico Scarfiotti, pilota automobilistico italiano († 1968)
- 1934 - Sylvie Joly, attrice francese († 2015)
- 1934 - Berit Lindholm, soprano svedese († 2023)
- 1934 - Calvin Lockhart, attore bahamense († 2007)
- 1934 - Giancarlo Morbidelli, imprenditore e progettista italiano († 2020)
- 1934 - Inger Stevens, attrice svedese († 1970)
- 1935 - Peter Boyle, attore statunitense († 2006)
- 1935 - Roberto Gusmani, glottologo italiano († 2009)
- 1935 - Gastone Marotti, anatomista italiano
- 1936 - Gerrit Bals, calciatore olandese († 2016)
- 1936 - Pier Luigi Cervellati, architetto e urbanista italiano
- 1936 - Antonio Gridelli, calciatore e allenatore di calcio italiano († 2006)
- 1936 - Joan Kelly Horn, politica statunitense
- 1936 - Raf Mattioli, attore italiano († 1960)
- 1936 - Franz Ningel, ex pattinatore artistico su ghiaccio tedesco
- 1936 - Jaime Lucas Ortega y Alamino, cardinale e arcivescovo cattolico cubano († 2019)
- 1936 - Odile Redon, storica francese († 2007)
- 1937 - Boyd Dowler, ex giocatore di football americano statunitense
- 1937 - António Mendes, calciatore portoghese († 2019)
- 1937 - Armais Sayadov, ex lottatore sovietico
- 1937 - Ljudmil Stajkov, regista bulgaro
- 1938 - Gianni Grassi, scrittore e giornalista italiano († 2007)
- 1938 - Phillip Griffiths, matematico statunitense
- 1938 - Jatyr Eduardo Schall, ex cestista brasiliano
- 1938 - Guy Roux, ex calciatore e allenatore di calcio francese
- 1938 - Dawn Wells, attrice statunitense († 2020)
- 1939 - Flavio Cotti, politico, avvocato e notaio svizzero († 2020)
- 1939 - Mike Ditka, ex giocatore di football americano e allenatore di football americano statunitense
- 1939 - Hannelore Heckmair, sciatrice alpina tedesca († 2024)
- 1939 - Salvador Miranda, bibliografo, bibliotecario e storico cubano († 2024)
- 1939 - Lee Harvey Oswald, militare e terrorista statunitense († 1963)
- 1939 - Paddy Reilly, cantautore irlandese
- 1939 - Josef Černý, hockeista su ghiaccio ceco († 2025)
- 1940 - Jimmy Gabriel, calciatore e allenatore di calcio scozzese († 2021)
- 1940 - Talitha Getty, attrice e modella olandese († 1971)
- 1940 - Jacques Higelin, cantautore, musicista e attore francese († 2018)
- 1940 - Győző Kulcsár, schermidore ungherese († 2018)
- 1940 - Martin Mulligan, ex tennista australiano
- 1940 - Cynthia Weil, compositrice, musicista e paroliera statunitense († 2023)
- 1940 - Carl von Essen, schermidore svedese († 2021)
- 1941 - Timothy Bell, manager britannico († 2019)
- 1941 - Billy Cox, bassista statunitense
- 1941 - Daniele Foraboschi, storico e papirologo italiano († 2018)
- 1942 - Maurice Casey, biblista britannico († 2014)
- 1942 - Mike Kelly, ex calciatore inglese
- 1942 - Gianfranco Ravasi, cardinale, arcivescovo cattolico e biblista italiano
- 1942 - Juan Tamariz, illusionista spagnolo
- 1942 - Jean Khamsé Vithavong, vescovo cattolico laotiano († 2024)
- 1943 - Andrej Bajuk, politico sloveno († 2011)
- 1943 - Giacomo Battiato, regista, sceneggiatore e scrittore italiano
- 1943 - Christine Charbonneau, cantautrice canadese († 2014)
- 1943 - Roberto Kobeh González, ingegnere messicano
- 1943 - Dietrich Keller, ex cestista tedesco
- 1943 - Ubaldo Spanio, ex calciatore italiano
- 1943 - Phyllis Spira, ballerina sudafricana († 2008)
- 1943 - Sarah Zappulla Muscarà, filologa, critica letteraria e scrittrice italiana
- 1944 - Ramón Aguirre Suárez, calciatore argentino († 2013)
- 1944 - Cecil Jones Attuquayefio, allenatore di calcio e calciatore ghanese († 2015)
- 1944 - Nelson Freire, pianista brasiliano († 2021)
- 1944 - Finn Seemann, calciatore norvegese († 1985)
- 1944 - Slobodan Škrbić, calciatore jugoslavo († 2022)
- 1945 - Serena Bennato, attrice italiana († 2020)
- 1945 - Maria Gloria Bracci Marinai, politica italiana
- 1945 - Paul Joseph Bradley, vescovo cattolico statunitense
- 1945 - Huell Howser, attore statunitense († 2013)
- 1945 - Leonardo, cantante e attore teatrale italiano († 2024)
- 1945 - Chris Shays, politico statunitense
- 1945 - Chantal Thomas, storica e scrittrice francese
- 1945 - Norio Wakamoto, doppiatore giapponese
- 1946 - Aldo Cavalli, arcivescovo cattolico italiano
- 1946 - Dafydd Elis-Thomas, politico gallese († 2025)
- 1946 - Barry Gifford, scrittore, poeta e sceneggiatore statunitense
- 1946 - Michel Graillier, pianista francese († 2003)
- 1946 - Sverre Kjelsberg, cantante e chitarrista norvegese († 2016)
- 1946 - Antonio Maggioni, ex calciatore italiano
- 1946 - Luca Mantini, terrorista italiano († 1974)
- 1946 - Giacomo Marramao, filosofo italiano
- 1946 - Serge Martinengo de Novack, allenatore di calcio francese
- 1946 - Alfredo Mostarda, calciatore brasiliano († 2025)
- 1946 - Howard Shore, compositore e direttore d'orchestra canadese
- 1947 - Stefan Aladžov, allenatore di calcio e ex calciatore bulgaro
- 1947 - Leonardo Bonanno, vescovo cattolico italiano
- 1947 - Job Cohen, politico olandese
- 1947 - Giovanni Di Pietro, politico italiano
- 1947 - Giulio Iellini, ex cestista e allenatore di pallacanestro italiano
- 1947 - John Johnson, cestista statunitense († 2016)
- 1947 - John McGarty, ex calciatore scozzese
- 1947 - Joe Morton, attore, cantante e tastierista statunitense
- 1947 - Laura Nyro, cantautrice, compositrice e pianista statunitense († 1997)
- 1947 - Alex Napier, batterista, polistrumentista e compositore britannico († 2023)
- 1947 - Alfonso Santagata, attore e regista italiano
- 1947 - Jorge Ubaldo Traverso, ex calciatore argentino
- 1947 - Óscar Julio Vian Morales, arcivescovo cattolico guatemalteco († 2018)
- 1948 - Vítor Baptista, calciatore portoghese († 1999)
- 1948 - Leandro De Nardi, arciere italiano († 2000)
- 1948 - Frank Fournier, fotografo francese
- 1948 - Jordan, cantante italiano
- 1948 - Bryan Lefley, allenatore di hockey su ghiaccio e hockeista su ghiaccio canadese († 1997)
- 1948 - Ntozake Shange, drammaturga e poetessa statunitense († 2018)
- 1948 - Sheila White, attrice inglese († 2018)
- 1949 - Antonio Ceccarini, calciatore e allenatore di calcio italiano († 2015)
- 1949 - José Manuel Lorca Planes, vescovo cattolico spagnolo
- 1949 - Luigi Milone, filologo italiano († 2012)
- 1949 - Wanaro N'Godrella, tennista francese († 2016)
- 1949 - Enrico Pirondini, giornalista italiano
- 1949 - Beatriče Žbona Trkman, archeologa jugoslava († 2015)
- 1950 - Balázs Bábel, arcivescovo cattolico ungherese
- 1950 - Natale Ciravolo, doppiatore italiano
- 1950 - Maria Adriana Giusti, architetta e storica italiana
- 1950 - Terry Gou, imprenditore e manager taiwanese
- 1950 - Paolo Isotta, critico musicale, musicologo e scrittore italiano († 2021)
- 1950 - Charles Kirkland, ex cestista statunitense
- 1950 - Elman Məmmədov, politico azero
- 1950 - Om Puri, attore indiano († 2017)
- 1950 - Wendy Wasserstein, drammaturga e sceneggiatrice statunitense († 2006)
- 1950 - Thomas Gerard Wenski, arcivescovo cattolico statunitense
- 1951 - Klaus Auhuber, ex hockeista su ghiaccio tedesco
- 1951 - Pam Dawber, attrice e ex modella statunitense
- 1951 - Terry McMillan, scrittrice statunitense
- 1951 - Nic Potter, bassista britannico († 2013)
- 1951 - Livio Sossi, saggista e conduttore radiofonico italiano († 2019)
- 1952 - Giuseppe Cionfoli, cantautore italiano
- 1952 - Maria Damanakī, politica greca
- 1952 - Primo Di Nicola, giornalista e politico italiano
- 1952 - Chuck Lorre, regista, sceneggiatore e produttore televisivo statunitense
- 1952 - Maria Teresa Martino, attrice italiana
- 1952 - Carlo Massarini, giornalista, conduttore televisivo e conduttore radiofonico italiano
- 1952 - Michael Pan, attore, doppiatore e conduttore radiofonico tedesco
- 1952 - Jim Ratcliffe, imprenditore britannico
- 1952 - Roberto Visentin, politico italiano
- 1952 - Józef Wróbel, vescovo cattolico polacco
- 1953 - Luigi Bisignani, faccendiere e giornalista italiano
- 1953 - Richie Blackmore, ex calciatore inglese
- 1953 - Georgi Rajkov, lottatore bulgaro († 2006)
- 1954 - Pierluigi Aldrovandi, pilota motociclistico italiano
- 1954 - Terry Furlow, cestista statunitense († 1980)
- 1954 - Arliss Howard, attore, regista e sceneggiatore statunitense
- 1954 - Brenda Lawrence, politica statunitense
- 1954 - Yūji Mitsuya, doppiatore e attore giapponese
- 1954 - Matthias Müller, allenatore di calcio e ex calciatore tedesco orientale
- 1954 - Fabrizio Selis, criminale italiano († 1990)
- 1954 - Bob Weinstein, produttore cinematografico statunitense
- 1955 - Giovanni Bellissima, carabiniere italiano († 1979)
- 1955 - Rocco Cesareo, regista italiano
- 1955 - Michel De Groote, ex calciatore belga
- 1955 - Rinaldo Gaspari, regista televisivo italiano
- 1955 - Lucia Groothuis, ex cestista olandese
- 1955 - Uwe Hain, allenatore di calcio e ex calciatore tedesco
- 1955 - Steve Ludlam, ex calciatore inglese
- 1955 - David Manion, tastierista, pianista e ingegnere statunitense
- 1955 - Jean-Marc Savelli, pianista francese
- 1955 - Steve Taylor, ex calciatore inglese
- 1955 - David Twohy, sceneggiatore e regista statunitense
- 1955 - Gabriele Vacis, regista teatrale, drammaturgo e sceneggiatore italiano
- 1955 - Rita Verdonk, politica olandese
- 1956 - Enrica Biscossi, costumista italiana
- 1956 - Lucy Ellmann, scrittrice statunitense
- 1956 - Gianni Giovannelli, politico italiano
- 1956 - Donnie Hamzik, batterista statunitense
- 1956 - Luc Lang, scrittore francese
- 1956 - Lamine N'Diaye, allenatore di calcio e ex calciatore senegalese
- 1956 - Martina Navrátilová, allenatrice di tennis e ex tennista cecoslovacca
- 1956 - Cindy O'Callaghan, attrice irlandese
- 1956 - Payao Poontarat, pugile thailandese († 2006)
- 1956 - Jim Talent, politico e avvocato statunitense
- 1956 - Alan Willey, ex calciatore inglese
- 1957 - Francisco Cerro Chaves, arcivescovo cattolico spagnolo
- 1957 - Elisabetta Cesone, doppiatrice italiana
- 1957 - Germán Filloy, ex cestista argentino
- 1957 - Gary Gensler, banchiere e politico statunitense
- 1957 - Rosane Gofman, attrice e produttrice cinematografica brasiliana
- 1957 - Jon Lindstrom, attore, scrittore e regista statunitense
- 1957 - Mihailo Petrović, allenatore di calcio e ex calciatore austriaco
- 1957 - Catherine Ringer, cantante, ballerina e attrice pornografica francese
- 1957 - Antonio Tasso, politico italiano
- 1958 - Corinne Bohrer, attrice statunitense
- 1958 - Lloyd Bourne, ex tennista statunitense
- 1958 - Kenny Dennard, ex cestista statunitense
- 1958 - Thomas Hearns, ex pugile statunitense
- 1958 - Letitia James, avvocato e politica statunitense
- 1958 - Francesco Lussana, scultore italiano
- 1958 - Julio Olarticoechea, allenatore di calcio e ex calciatore argentino
- 1959 - Sergio Baracco, personaggio televisivo italiano
- 1959 - Ernesto Canto, marciatore messicano († 2020)
- 1959 - Rui Casaca, dirigente sportivo, allenatore di calcio e ex calciatore portoghese
- 1959 - Armando Ceroni, giornalista svizzero
- 1959 - Mauricio Funes, politico e giornalista salvadoregno († 2025)
- 1959 - Tat'jana Kolpakova, ex lunghista sovietica
- 1959 - Milčo Mančevski, regista macedone
- 1959 - John Nord, ex wrestler statunitense
- 1959 - Stefano Quattrini, ex calciatore italiano
- 1959 - Dennis Ross, politico statunitense
- 1959 - Agustín Rossi, politico argentino
- 1959 - Alfred Silginer, ex slittinista italiano
- 1959 - Thodōros Skylakakīs, politico greco
- 1960 - Carlo Antonetti, dirigente sportivo e ex cestista italiano
- 1960 - Anatolij Avdeev, ex pentatleta sovietico
- 1960 - Yves Chiron, saggista, giornalista e storico francese
- 1960 - Heinz Gildemeister, ex tennista cileno
- 1960 - Ildikó Gulyás, ex cestista ungherese
- 1960 - Marcus Mattioli, ex nuotatore brasiliano
- 1960 - Craig Mello, biochimico statunitense
- 1960 - Erin Moran, attrice statunitense († 2017)
- 1960 - John Schwartzman, direttore della fotografia statunitense
- 1960 - Jean-Claude Van Damme, artista marziale e attore belga
- 1961 - Guram Adžoev, ex calciatore georgiano
- 1961 - Tommy English, ex calciatore inglese
- 1961 - Roberto Iadicicco, giornalista italiano
- 1961 - Wynton Marsalis, trombettista e compositore statunitense
- 1961 - Arnis Mednis, cantante lettone
- 1961 - Rick Moody, scrittore statunitense
- 1961 - Ilaria Moscato, annunciatrice televisiva e conduttrice televisiva italiana
- 1961 - Alvydas Nikžentaitis, storico e saggista lituano
- 1961 - Jorge Amado Nunes, ex calciatore paraguaiano
- 1962 - António Fernandes, scacchista portoghese
- 1962 - France Gagné, ex atleta paralimpico canadese
- 1962 - Harriet Hageman, avvocato e politica statunitense
- 1962 - Iris Hanika, scrittrice tedesca
- 1962 - Young Kim, politica statunitense
- 1962 - Craig A. Miller, tennista australiano († 2021)
- 1962 - Vincent Spano, attore statunitense
- 1962 - Enrico Terragnoli, musicista italiano
- 1963 - Vladimiras Buzmakovas, ex calciatore lituano
- 1963 - Sigvart Dagsland, cantante norvegese
- 1963 - Ugo Francica Nava, giornalista e conduttore televisivo italiano
- 1963 - Ann Haesebrouck, ex canottiera belga
- 1963 - Marcello Mazzarella, attore, regista e sceneggiatore italiano
- 1963 - Marina Prior, soprano e attrice australiana
- 1964 - Oscar Acosta, ex calciatore argentino
- 1964 - Carlos Alfaro Moreno, dirigente sportivo e ex calciatore argentino
- 1964 - Luca Ciotti, astrofisico italiano
- 1964 - Etsuko Inōe, ex tennista giapponese
- 1964 - Dan Lilker, bassista statunitense
- 1964 - Charles Stross, autore di fantascienza britannico
- 1964 - Stephan Winkelmann, dirigente d'azienda tedesco
- 1965 - Andrea del Boca, attrice, cantante e conduttrice televisiva argentina
- 1965 - Alessandro Conforto, ex pentatleta italiano
- 1965 - Todd Hamilton, golfista statunitense
- 1965 - Sergej Anatol'evič Preminin, militare sovietico († 1986)
- 1965 - Jamie Salazar, batterista cileno
- 1965 - Fulvia Stevenin, ex sciatrice alpina italiana
- 1965 - Curtis Stigers, cantante statunitense
- 1965 - Sergio Torromino, politico italiano
- 1965 - Francesco Turrini, allenatore di calcio e ex calciatore italiano
- 1966 - Gianguido Baldi, attore italiano
- 1966 - Stéphane Brizé, regista e sceneggiatore francese
- 1966 - Vito Cesaro, attore e regista italiano
- 1966 - Roberto Gusmeroli, ex ciclista su strada italiano
- 1966 - Francis Moiyap, ex calciatore papuano
- 1966 - Margo Rey, cantante e cantautrice messicana
- 1966 - Bill Stewart, batterista statunitense
- 1966 - Gorō Taniguchi, regista, scrittore e disegnatore giapponese
- 1966 - Guillaume de Tonquédec, attore francese
- 1966 - Slavi Trifonov, cantante, personaggio televisivo e politico bulgaro
- 1966 - Zsolt Túri, ex calciatore e ex giocatore di calcio a 5 ungherese
- 1966 - Angela Visser, modella olandese
- 1967 - Matthias Aebischer, giornalista e politico svizzero
- 1967 - Ștefan Bănică, cantautore e attore romeno
- 1967 - Tony Daley, ex calciatore inglese
- 1967 - Matjaž Florjančič, ex calciatore sloveno
- 1967 - Beth Hirsch, cantautrice statunitense
- 1967 - Hunor Kelemen, politico rumeno
- 1967 - Sergej Koščug, ex giocatore di calcio a 5 e ex calciatore russo
- 1967 - Massimo Rinaldi, ex giocatore di calcio a 5 italiano
- 1967 - Aleksandr Rozenberg, politico moldavo
- 1967 - Eric Stuart, doppiatore e cantante statunitense
- 1967 - Alexander Williams, animatore e fumettista britannico
- 1967 - Lucky Yates, attore, doppiatore e comico statunitense
- 1968 - Lisa Chappell, attrice e cantante neozelandese
- 1968 - Detlev Dammeier, allenatore di calcio, ex calciatore e dirigente sportivo tedesco
- 1968 - Ryan Dancey, autore di giochi e imprenditore statunitense
- 1968 - Ertuğrul Erdoğan, allenatore di pallacanestro turco
- 1968 - Liao Ming-Hsiung, ex giocatore di baseball taiwanese
- 1968 - Luca Manca, cantante e musicista italiano
- 1968 - Naoto Ōtake, ex calciatore giapponese
- 1968 - Denis Putnik, ex calciatore croato
- 1968 - Michael Stich, ex tennista tedesco
- 1968 - Marcel Witeczek, ex calciatore tedesco
- 1969 - Amal Al Qubaisi, architetto e politica emiratina
- 1969 - Anthony Avent, ex cestista statunitense
- 1969 - Olegário Benquerença, ex arbitro di calcio portoghese
- 1969 - Marco Hofschneider, attore tedesco
- 1969 - Japie Mulder, ex rugbista a 15 e imprenditore sudafricano
- 1969 - Pete Murray, cantautore australiano
- 1969 - Giovanni Luca Nirta, mafioso italiano
- 1969 - Monique Velzeboer, fotografa e ex pattinatrice di short track olandese
- 1969 - Nelson Vivas, allenatore di calcio e ex calciatore argentino
- 1970 - Alex Barros, pilota motociclistico brasiliano
- 1970 - Gianluca Gorini, ex ciclista su strada italiano
- 1970 - Kazuhisa Irii, ex calciatore giapponese
- 1970 - Mike Mitchell, regista e animatore statunitense
- 1970 - Jonathan Moss, arbitro di calcio inglese
- 1970 - Michihiro Morita, goista giapponese
- 1970 - Gerry Taggart, allenatore di calcio e ex calciatore nordirlandese
- 1971 - Andrea Fumagalli, musicista e cantante italiano
- 1971 - Jun'ya Inoue, fumettista giapponese
- 1971 - Jürgen Kramny, ex calciatore e allenatore di calcio tedesco
- 1971 - Emmanuelle Laborit, attrice e scrittrice francese
- 1971 - Lou X, rapper italiano
- 1971 - Megumi Sakata, ex calciatrice giapponese
- 1971 - Valentina Scalia, scenografa e costumista italiana
- 1971 - John Speraw, allenatore di pallavolo, dirigente sportivo e ex pallavolista statunitense
- 1971 - Líber Vespa, calciatore uruguaiano († 2018)
- 1971 - Jan Wagner, poeta tedesco
- 1971 - Bob Whitfield, ex giocatore di football americano statunitense
- 1971 - Yoo Sang-chul, calciatore e allenatore di calcio sudcoreano († 2021)
- 1972 - Massimiliano Benvenuto, attore italiano
- 1972 - Antonio De Sanctis, ex bobbista italiano
- 1972 - Lino De Toni, ex hockeista su ghiaccio italiano
- 1972 - Abigael González Valencia, criminale messicano
- 1972 - Christopher Knights, montatore britannico
- 1972 - Karl Nehammer, politico austriaco
- 1972 - Mika Ninagawa, fotografa e regista giapponese
- 1972 - Santiago Toledo, ex cestista spagnolo
- 1973 - Sergej Bezrukov, attore russo
- 1973 - Alexander Driggs, ex calciatore cubano
- 1973 - Daniel Farabello, ex cestista e allenatore di pallacanestro argentino
- 1973 - James Wright Foley, giornalista statunitense († 2014)
- 1973 - Josef Miso, allenatore di calcio e ex calciatore slovacco
- 1973 - Igor Musa, ex calciatore croato
- 1973 - Kenzo Nakamura, judoka giapponese
- 1973 - Thomas Østvold, ex calciatore norvegese
- 1973 - Alex Tagliani, pilota automobilistico canadese
- 1973 - Francesco Urraro, politico italiano
- 1973 - Petr Vlček, ex calciatore ceco
- 1973 - Sarah Winckless, ex canottiera britannica
- 1974 - Anastasia Acosta, attrice e modella costaricana
- 1974 - Michael Anicic, ex calciatore tedesco
- 1974 - Veronica Brenner, ex sciatrice freestyle canadese
- 1974 - Joy Bryant, attrice e modella statunitense
- 1974 - Susana Díaz, politica e avvocata spagnola
- 1974 - Philippe Jordan, direttore d'orchestra e pianista svizzero
- 1974 - Michalīs Kapsīs, ex calciatore greco
- 1974 - Paul Palmer, ex nuotatore britannico
- 1974 - Robbie Savage, allenatore di calcio e ex calciatore gallese
- 1974 - Jeremy Scahill, giornalista statunitense
- 1974 - Jan Schäfer, canoista tedesco
- 1974 - Alvin Sims, ex cestista statunitense
- 1974 - Peter Svensson, musicista e produttore discografico svedese
- 1974 - Yukmouth, rapper statunitense
- 1974 - Zhou Xun, attrice e cantante cinese
- 1974 - Junko Ōnishi, ex nuotatrice giapponese
- 1975 - Shing02, rapper, produttore discografico e attivista giapponese
- 1975 - Alex Cora, ex giocatore di baseball, allenatore di baseball e dirigente sportivo portoricano
- 1975 - Kunal Kapoor, attore indiano
- 1975 - Kong Linghui, tennistavolista cinese
- 1975 - Daniel Rodrigo Martins, conduttore televisivo e attore argentino
- 1975 - Omar Menghi, pilota motociclistico italiano
- 1975 - Tiziana Nisini, politica italiana
- 1975 - Baby Bash, rapper statunitense
- 1975 - Randy Robitaille, ex hockeista su ghiaccio canadese
- 1975 - François Ruffin, politico, giornalista e regista francese
- 1975 - Josh Sawyer, autore di videogiochi e informatico statunitense
- 1975 - Daniele Soro, ex cestista e allenatore di pallacanestro italiano
- 1976 - Alberto Barbieri, ex cestista italiano
- 1976 - Dirk Bockel, triatleta lussemburghese
- 1976 - Kjell Carlström, dirigente sportivo e ex ciclista su strada finlandese
- 1976 - Loukas Giōrkas, cantante cipriota
- 1976 - Emma Hayes, allenatrice di calcio inglese
- 1976 - Jung Kwang-min, ex calciatore sudcoreano
- 1976 - Panagiōtīs Katsourīs, calciatore greco († 1998)
- 1976 - Brett Ormerod, ex calciatore inglese
- 1976 - Djima Oyawolé, ex calciatore togolese
- 1976 - Eric Taylor, ex cestista statunitense
- 1977 - Piero Basile, allenatore di calcio a 5 e ex giocatore di calcio a 5 italiano
- 1977 - Alvin, conduttore televisivo, conduttore radiofonico e artista italiano
- 1977 - Samir Duro, ex calciatore bosniaco
- 1977 - Håkon Haga, giocatore di calcio a 5 e ex calciatore norvegese
- 1977 - Chris McKenna, attore statunitense
- 1977 - Terrell McIntyre, ex cestista statunitense
- 1977 - Ryan Nelsen, allenatore di calcio e ex calciatore neozelandese
- 1977 - Isidro Nozal, ex ciclista su strada spagnolo
- 1977 - Paul Stalteri, allenatore di calcio e ex calciatore canadese
- 1977 - Paweł Zagumny, ex pallavolista polacco
- 1978 - Michael Branch, ex calciatore inglese
- 1978 - Frank Casañas, discobolo cubano
- 1978 - Jeff Clarke, ex calciatore canadese
- 1978 - Jorge Coelho, ex cestista portoghese
- 1978 - Marcus Coloma, attore statunitense
- 1978 - Neil Critchley, allenatore di calcio e ex calciatore inglese
- 1978 - José Pedro Alves Salazar, ex calciatore portoghese
- 1978 - Dağhan Külegeç, attore turco
- 1978 - Olivia Lewis, cantante maltese
- 1978 - Minoru Shiraishi, doppiatore, conduttore radiofonico e cantante giapponese
- 1978 - Mike Tindall, ex rugbista a 15 e allenatore di rugby britannico
- 1978 - Cristian Todea, allenatore di calcio e ex calciatore romeno
- 1978 - Alexis Viera, ex calciatore uruguaiano
- 1978 - Frauenarzt, rapper tedesco
- 1979 - Ne-Yo, cantante, compositore e produttore discografico statunitense
- 1979 - Jaroslav Drobný, ex calciatore ceco
- 1979 - David Herrero, ex ciclista su strada spagnolo
- 1979 - David Kopřiva, ex canottiere ceco
- 1979 - Camel Meriem, ex calciatore francese
- 1979 - Ana Po'uhila, ex pesista e discobola tongana
- 1979 - René Prévost, nuotatore artistico canadese
- 1979 - Yao Mawuko Sènaya, ex calciatore togolese
- 1979 - Élie Kroupi, ex calciatore ivoriano
- 1979 - Kenji Wu, attore, cantante e blogger taiwanese
- 1980 - Nerijus Astrauskas, ex calciatore lituano
- 1980 - Rodrigo Bengua, ex calciatore uruguaiano
- 1980 - Juan Castañeda, schermidore spagnolo
- 1980 - Raphaël Desroses, ex cestista francese
- 1980 - Rapper Big Pooh, rapper statunitense
- 1980 - Colby Keller, attore pornografico, modello e artista statunitense
- 1980 - Jesse Marshall, ex sciatore alpino statunitense
- 1980 - Charles Livingstone Mbabazi, allenatore di calcio e ex calciatore ugandese
- 1980 - Natasha Rothwell, attrice, sceneggiatrice e doppiatrice statunitense
- 1980 - Kerry Weiland, hockeista su ghiaccio statunitense
- 1981 - Shola Ameobi, dirigente sportivo e ex calciatore nigeriano
- 1981 - Martin Mihajlović, ex cestista e allenatore di pallacanestro croato
- 1981 - Graham Moore, sceneggiatore e scrittore statunitense
- 1981 - Joel Rocha, allenatore di calcio a 5 portoghese
- 1981 - Sophie Wepper, attrice tedesca
- 1981 - Yegiya Yavruyan, ex calciatore armeno
- 1982 - Michael Dingsdag, ex calciatore olandese
- 1982 - Barbora Fabianová, ex cestista slovacca
- 1982 - Simon Gotch, wrestler statunitense
- 1982 - Loboda, cantante ucraina
- 1982 - Juanma Marrero, ex calciatore spagnolo
- 1982 - Carlos Pezzullo, giocatore di baseball e allenatore di baseball venezuelano
- 1982 - Mark Sampson, allenatore di calcio e ex calciatore gallese
- 1982 - Maksim Vylegžanin, fondista russo
- 1983 - Dante Bonfim Costa Santos, calciatore brasiliano
- 1983 - Émilie Gomis, ex cestista senegalese
- 1983 - Chris Andre Jespersen, fondista norvegese
- 1983 - Pёtr Nemov, ex calciatore russo
- 1983 - Gökhan Saki, kickboxer, thaiboxer e artista marziale misto olandese
- 1984 - Claudia Alfonso, attrice italiana
- 1984 - José Nadson Ferreira, ex calciatore brasiliano
- 1984 - Milo Yiannopoulos, giornalista britannico
- 1984 - Robert Harting, discobolo tedesco
- 1984 - Jure Kocjan, ex ciclista su strada sloveno
- 1984 - Erica Lott, ex pallavolista statunitense
- 1984 - Justin Mapp, ex calciatore statunitense
- 1984 - Freida Pinto, attrice, ballerina e modella indiana
- 1984 - José Arturo Rivas, ex calciatore messicano
- 1984 - Milena Sadurek, ex pallavolista polacca
- 1984 - Hans Samuelsen, calciatore faroese
- 1984 - Leo Rojas, flautista e compositore ecuadoriano
- 1984 - Esperanza Spalding, cantante e bassista statunitense
- 1984 - Annekatrin Thiele, canottiera tedesca
- 1984 - Jennifer Ulrich, attrice tedesca
- 1984 - Lindsey Vonn, sciatrice alpina statunitense
- 1985 - Yoenis Céspedes, giocatore di baseball cubano
- 1985 - Luca Frusone, politico italiano
- 1985 - Eduardo Gottardi, ex calciatore brasiliano
- 1985 - Jonathan Kalé, ex cestista statunitense
- 1985 - Tiago Machado, ex ciclista su strada portoghese
- 1985 - Cédric Mansaré, cestista francese
- 1985 - Danielle Polanco, ballerina e coreografa statunitense
- 1985 - Dragan Stanković, pallavolista serbo
- 1985 - Pavel Sučilin, giocatore di calcio a 5 russo
- 1985 - Dmitrij Vorob'ëv, hockeista su ghiaccio russo
- 1985 - Wande Coal, cantante nigeriano
- 1985 - Petăr Zanev, ex calciatore bulgaro
- 1986 - Petar Jelić, ex calciatore bosniaco
- 1986 - Alex Mechanik, montatore, regista e sceneggiatore statunitense
- 1986 - Angelika Rainer, arrampicatrice italiana
- 1986 - Polly Scattergood, cantautrice britannica
- 1987 - Matt Bosher, giocatore di football americano statunitense
- 1987 - Seth De Witte, calciatore belga
- 1987 - Zac Efron, attore e cantante statunitense
- 1987 - Freja Beha Erichsen, modella danese
- 1987 - Machač Gadžiev, ex calciatore russo
- 1987 - Aitor Monroy, calciatore spagnolo
- 1987 - Olesja Povch, velocista ucraina
- 1988 - Efe Ambrose, calciatore nigeriano
- 1988 - Kyle Austin, cestista statunitense
- 1988 - Dane Cameron, pilota automobilistico statunitense
- 1988 - Ophélie Claude-Boxberger, siepista e mezzofondista francese
- 1988 - Mads Glæsner, ex nuotatore danese
- 1988 - Luuka Jones, canoista neozelandese
- 1988 - Yūki Kobayashi, ex calciatore giapponese
- 1988 - Ousman Koli, ex calciatore gambiano
- 1988 - Nina-Katarina Mihovilović, ex sciatrice alpina slovena
- 1988 - Wilfried Moimbé, ex calciatore francese
- 1988 - Marie-Pier Préfontaine, ex sciatrice alpina canadese
- 1988 - Rosa Diletta Rossi, attrice italiana
- 1988 - Andrėj Stas', hockeista su ghiaccio bielorusso
- 1988 - Lars Christopher Vilsvik, calciatore norvegese
- 1988 - Deyvison Denílson de Sousa Bessas, ex calciatore brasiliano
- 1989 - Hammadi Ahmad Al-Daeeaa, calciatore iracheno
- 1989 - Shlomi Azulay, calciatore israeliano
- 1989 - Gerard Badía, ex calciatore spagnolo
- 1989 - Matthew Centrowitz, mezzofondista statunitense
- 1989 - Sarah Elago, politica e attivista filippina
- 1989 - Kenny Frease, ex cestista statunitense
- 1989 - Abhijeet Gupta, scacchista indiano
- 1989 - Terrance Henry, ex cestista statunitense
- 1989 - Leigh Howard, ciclista su strada e pistard australiano
- 1989 - Giorgi Ivanishvili, ex calciatore georgiano
- 1989 - Joy Lauren, attrice statunitense
- 1989 - Ingvar Jónsson, calciatore islandese
- 1989 - Francielle Manoel Alberto, ex calciatrice brasiliana
- 1989 - Riisa Naka, attrice e doppiatrice giapponese
- 1989 - Nikola Raspopović, ex calciatore serbo
- 1989 - Linda Sandblom, altista finlandese
- 1989 - Nigel Spikes, cestista statunitense
- 1989 - Fernando Tobio, calciatore argentino
- 1990 - Ádám Bódi, calciatore ungherese
- 1990 - Derrick Coleman, ex giocatore di football americano statunitense
- 1990 - Drew Crawford, cestista statunitense
- 1990 - Brittney Griner, cestista statunitense
- 1990 - Fagner Ironi Daponte, calciatore brasiliano
- 1990 - Pavel Korobkov, ex cestista e allenatore di pallacanestro russo
- 1990 - Daniel Opare, calciatore ghanese
- 1990 - Óscar Opazo, calciatore cileno
- 1990 - Bristol Palin, statunitense
- 1990 - Levan Q'enia, allenatore di calcio e ex calciatore georgiano
- 1990 - Carrie Russell, velocista e bobbista giamaicana
- 1990 - Carly Schroeder, attrice statunitense
- 1990 - Tomaž Sovič, ex sciatore alpino sloveno
- 1990 - Enosch Wolf, cestista tedesco
- 1990 - Stefan Zachäus, triatleta lussemburghese
- 1991 - Ibrahim Alma, calciatore siriano
- 1991 - Damjan Bohar, calciatore sloveno
- 1991 - Roly Bonevacia, calciatore olandese
- 1991 - Tereza Kožárová, calciatrice ceca
- 1991 - Zohran Mamdani, politico ugandese
- 1991 - Kevin McGowan, giocatore di baseball statunitense
- 1991 - Tyler Posey, attore, musicista e modello statunitense
- 1991 - Toby Regbo, attore e musicista britannico
- 1991 - Ed Reynolds, ex giocatore di football americano statunitense
- 1991 - Heini Vatnsdal, calciatore faroese
- 1992 - Rushell Clayton, ostacolista giamaicana
- 1992 - Gökay Iravul, calciatore turco
- 1992 - Barry Keoghan, attore irlandese
- 1992 - David Kiprotich Bett, mezzofondista keniota
- 1992 - Trey Lewis, cestista statunitense
- 1992 - Spencer Lofranco, attore canadese
- 1992 - Philemon Otieno, calciatore keniota
- 1992 - Eva Rupnik, cestista slovena
- 1992 - Nigel Westbrooks, giocatore di football americano statunitense
- 1992 - Davit Čakvetadze, lottatore georgiano
- 1993 - Alicia Barnett, tennista britannica
- 1993 - Sara Bocchetti, cestista italiana
- 1993 - Alba Brunet, attrice, docente e modella spagnola
- 1993 - Ivan Cavaleiro, calciatore portoghese
- 1993 - Chen Duling, attrice e cantante cinese
- 1993 - Zarina Dijas, tennista kazaka
- 1993 - Rels B, rapper spagnolo
- 1993 - Selahattin Kılıçsallayan, lottatore turco
- 1993 - Miha Lapornik, cestista sloveno
- 1993 - Franco Leys, calciatore argentino
- 1993 - Valeria Mariagrazia Palmieri, pallanuotista italiana
- 1993 - Bastien Pinault, cestista francese
- 1993 - Sergio Rodríguez Febles, cestista spagnolo
- 1993 - Brodie Summers, sciatore freestyle australiano
- 1993 - Alberto Tallón, ginnasta spagnolo
- 1994 - Alexis Castro, calciatore argentino
- 1994 - Axumawit Embaye, mezzofondista etiope
- 1994 - Darron Lee, giocatore di football americano statunitense
- 1994 - Lü Bin, pugile cinese
- 1994 - John McGinn, calciatore scozzese
- 1994 - Maksim Palienko, calciatore russo
- 1994 - Cassidy Pickrell, pallavolista statunitense
- 1994 - Christian Schoissengeyr, calciatore austriaco
- 1994 - Ksenija Vojšal', cestista bielorussa
- 1994 - Pascal Wehrlein, pilota automobilistico tedesco
- 1995 - Macauley Bonne, calciatore zimbabwese
- 1995 - Fousseni Diabaté, calciatore maliano
- 1995 - Rubén Duarte, calciatore spagnolo
- 1995 - Antonio Cristian Glauder García, calciatore spagnolo
- 1995 - Agoney, cantante spagnolo
- 1995 - Niccolò Macii, pattinatore artistico su ghiaccio italiano
- 1995 - Floortje Mackaij, ciclista su strada olandese
- 1995 - Christian Bassogog, calciatore camerunese
- 1995 - Quách Thị Lan, velocista vietnamita
- 1995 - Rubén Alejandro Ramírez, calciatore venezuelano
- 1995 - Aristóteles Romero, calciatore venezuelano
- 1995 - Perawat Sangpotirat, attore e modello thailandese
- 1995 - Terell Thomas, calciatore santaluciano
- 1995 - Yui Ōhashi, nuotatrice giapponese
- 1995 - Aryna Šarapa, ex ginnasta bielorussa
- 1996 - Avery Aylsworth, pallavolista statunitense
- 1996 - Antoine Bellier, tennista svizzero
- 1996 - Oleksandr Bortnyk, scacchista ucraino
- 1996 - Caragh Hamilton, calciatrice nordirlandese
- 1996 - Bradford Jamieson IV, ex calciatore statunitense
- 1996 - Maxime Janvier, tennista francese
- 1996 - Nadji Jeter, attore, ballerino e musicista statunitense
- 1996 - Jan Kosi, cestista sloveno
- 1996 - Terance Mann, cestista statunitense
- 1996 - Bravvion Roy, giocatore di football americano statunitense
- 1996 - Patrick Sandoval, giocatore di baseball statunitense
- 1996 - Julia Sinning, modella e attrice olandese
- 1996 - Noël Studer, scacchista svizzero
- 1996 - Attilio Viviani, ciclista su strada italiano
- 1996 - Stijn van Gassel, calciatore olandese
- 1996 - Rebecca Öhrn, fondista svedese
- 1997 - Isaac Christie-Davies, calciatore gallese
- 1997 - Matheuzinho, calciatore brasiliano
- 1997 - Florian Jaritz, calciatore austriaco
- 1997 - Gonzalo Lencina, calciatore argentino
- 1997 - Daniel Mantenuto, hockeista su ghiaccio canadese
- 1997 - Mihail Titow, calciatore turkmeno
- 1997 - Trayveon Williams, giocatore di football americano statunitense
- 1998 - Hisashi Appiah Tawiah, calciatore giapponese
- 1998 - Tream, rapper tedesco
- 1998 - Esat Mala, calciatore albanese
- 1998 - Rasmus Örqvist, calciatore svedese
- 1998 - Takaaki Sugino, ginnasta giapponese
- 1998 - Kōta Watanabe, calciatore giapponese
- 1999 - Berfu Cengiz, tennista turca
- 1999 - Emeka Eneli, calciatore statunitense
- 1999 - Dalton Kincaid, giocatore di football americano statunitense
- 1999 - John Kitolano, calciatore norvegese
- 1999 - Jalen Sundell, giocatore di football americano statunitense
- 1999 - Gregorio Tanco, calciatore argentino
- 1999 - Lirim Zendeli, pilota automobilistico tedesco
- 2000 - Anna Arnaudo, mezzofondista italiana
- 2000 - Jørgen Hedenstad Breivik, ex sciatore alpino norvegese
- 2000 - Szabolcs Mezei, calciatore ungherese
- 2000 - Uroš Milovanović, calciatore serbo
- 2000 - Esme Morgan, calciatrice inglese
- 2000 - Félix Stehli, ciclocrossista e ciclista su strada svizzero
- 2000 - Ramón Terrats, calciatore spagnolo
- 2000 - Sophie Thatcher, attrice statunitense

## XXI secolo(21)
- 2001 - Felipinho, calciatore brasiliano
- 2001 - Riccardo Favretto, rugbista a 15 italiano
- 2001 - Li Tianma, sciatore freestyle cinese
- 2001 - Patrick McMorris, giocatore di football americano statunitense
- 2002 - Karen Ciaurro, attrice italiana
- 2002 - Saúl Guarirapa, calciatore venezuelano
- 2002 - James McAtee, calciatore inglese
- 2003 - Alejandro Balde, calciatore spagnolo
- 2003 - Gabriel Knesowitsch, calciatore brasiliano
- 2003 - Viktorija Onoprijenko, ginnasta ucraina
- 2004 - Abdula Bagamaev, calciatore russo
- 2004 - Elías Báez, calciatore argentino
- 2004 - Estela Carbonell, calciatrice spagnola
- 2004 - Erik Dueñas, calciatore statunitense
- 2004 - Rodrigo Rey, calciatore uruguaiano
- 2004 - Panna Ugrai, nuotatrice ungherese
- 2004 - Lionel Verde, calciatore argentino
- 2004 - Maksim Šnapcev, calciatore russo
- 2005 - Juan Cortazzo, calciatore argentino
- 2006 - Charlotte Figi, attivista statunitense († 2020)
- 2006 - Kimmy Repond, pattinatrice artistica su ghiaccio svizzera